# Communauté d'agglomération du pays de Martigues
Pour les articles homonymes, voir CAPM.
Cet article concerne l'ancienne communauté d'agglomération. Pour le territoire de la métropole d'Aix-Marseille-Provence, voir Pays de Martigues.
La communauté d'agglomération du Pays de Martigues (CAPM) (Communauté d'agglomération Ouest de l'Étang de Berre jusqu'en décembre 2008) est une ancienne communauté de communes française, située dans le département des Bouches-du-Rhône et la région Provence-Alpes-Côte d'Azur. 
Le 1er janvier 2016, elle a fusionné avec cinq autres intercommunalités pour former la métropole d'Aix-Marseille-Provence. Les 3 communes de l'ancienne communauté d'agglomération forment aujourd'hui le territoire du pays de Martigues au sein de la métropole.

## Histoire
En décembre 2008 la communauté d'agglomération Ouest de l'Étang de Berre (CAOEB) devient la communauté d'agglomération du pays de Martigues (CAPM).
Le 18 avril 2013, Gaby Charroux laisse son siège de président à Henri Cambessedes, alors premier vice-président.
Le 1er janvier 2016, la CAPM disparait au sein de la métropole d'Aix-Marseille-Provence.

## Composition
Elle était composée de 3 communes :
| Nom                      | Code Insee | Gentilé          | Superficie (km2) | Population (dernière pop. légale) | Densité (hab./km2) |
| ------------------------ | ---------- | ---------------- | ---------------- | --------------------------------- | ------------------ |
| Martigues (siège)        | 13056      | Martégaux        | 71,44            | 48 783 (2016)                     | 683                |
| Port-de-Bouc             | 13077      | Port-de-Boucains | 11,46            | 16 682 (2016)                     | 1 456              |
| Saint-Mitre-les-Remparts | 13098      | Saint-Mitréens   | 21,02            | 5 841 (2014)                      | 278                |

## Réalisations

### Transports
Depuis l'association du Syndicat d'agglomération nouvelle Ouest Provence et de la CAPM dans le syndicat mixte des transports Ouest Étang de Berre, celui-ci organise un réseau de bus dénommé Ulysse. Il est composé de 20 lignes urbaines dont trois interurbaines, ainsi qu'un service de transport à la demande. 